# Захаров (Чернышковский район)
Захаров — хутор в Чернышковском районе Волгоградской области. Является административным центром Захаровского сельского поселения.